# Campsis grandiflora
Campsis grandiflora, vrsta je lijane iz porodice katalpovki. Azijska je vrsta čije su zemlje porijekla Kina i Japan
Vrsta je opisana u Die Natürlichen Pflanzenfamilien 109[IV,3b]: 230. 1894.

## Sinonimi
- Bignonia chinensis Lam.; Encycl. 1: 423 (1785)
- Bignonia grandiflora Thunb.; Nova Acta Soc. Sci. Upsal. 4: 39 (1783)
- Campsis adrepens Lour.; Fl. Cochinch. 2: 378 (1790)
- Campsis chinensis (Lam.) Voss; Vilm. Blumengärtn. ed. 3. 1: 801 (1894)
- Campsis chinensis f. thunbergii (Van Houtte) Voss; Vilm. Blumengärtn. ed. 3. 1: 801 (1894)
- Campsis chinensis var. thunbergii (Van Houtte) C.K.Schneid.; Ill. Handb. Laubholzk. 2: 623 (1911)
- Campsis grandiflora f. thunbergii (Van Houtte) Rehder; J. Arnold Arbor. 20: 428 (1939)
- Gelseminum grandiflorum (Thunb.) Kuntze; Revis. Gen. Pl. 2: 480 (1891)
- Incarvillea chinensis Spreng. ex DC.; Prodr. [A. DC.] 9: 237 (1845), nom. illeg.
- Incarvillea grandiflora Poir.; F. Cuvier, Dict. Sci. Nat., ed. 2, 23: 53 (1821)
- Tecoma chinensis (Lam.) K.Koch; Dendrologie 2(1): 307 (1872)
- Tecoma grandiflora (Thunb.) Loisel.; Herb. Gén. Amateur 5: t. 286 (1821)
- Tecoma grandiflora var. thunbergii (Van Houtte) Rehder; Bailey, Cycl. Amer. Hort. 4: 1778 (1902)
- Tecoma radicans var. thunbergii (Van Houtte) Lavallée; Énum. Arbres: 176 (1877)
- Tecoma sinensis Spach; Hist. Nat. Veg. 9: 135 (1840)
- Tecoma thunbergii Van Houtte; J. Gén. Hort. 12: 181 (1857)

## Galerija
- C. grandiflora
- C. grandiflora
- C. grandiflora
- C. grandiflora